# InterLiga 2009
InterLiga 2009 – szósty cykl InterLigi – rozgrywek pomiędzy ośmioma meksykańskimi zespołami o awans do Copa Libertadores.

## Uczestnicy
- Club América
- Atlas
- Guadalajara
- Morelia
- Pachuca
- Tecos UAG
- Tigres UANL
- Toluca

## Stadiony
| Carson            | Frisco         | Houston           |
| ----------------- | -------------- | ----------------- |
| Home Depot Center | Pizza Hut Park | Robertson Stadium |
|                   |                |                   |

## Faza grupowa

### Grupa A
| Zespół    | M | Z | R | P | B+ | B- | +/– | Pkt. |
| --------- | - | - | - | - | -- | -- | --- | ---- |
| Pachuca   | 3 | 2 | 0 | 1 | 5  | 3  | +2  | 7    |
| Morelia   | 3 | 1 | 1 | 1 | 3  | 2  | +2  | 4    |
| Toluca    | 3 | 1 | 1 | 1 | 3  | 2  | +1  | 3    |
| Tecos UAG | 3 | 1 | 0 | 2 | 1  | 6  | –5  | 3    |

| 2 stycznia 2009 19:00 | Toluca · Sergio Santana 48' | 1:10:1raport | Morelia · Fernando Salazar 40' | Pizza Hut Park, Frisco Sędzia: Mark Geiger |
|                       |                             |              |                                |                                            |

| 2 stycznia 2009 21:30 | Tecos UAG | 0:40:1raport | Pachuca · Edgar Benítez 15' · Marco Pérez 48' · Edy Brambila 57' · Víctor Mañón 89' | Pizza Hut Park, Frisco Sędzia: Baldomero Toledo |
|                       |           |              |                                                                                     |                                                 |

| 5 stycznia 2009 19:00 | Tecos UAG · Diego Jiménez 71' | 1:00:0raport | Morelia | Robertson Stadium, Houston Sędzia: Ricardo Salazar |
|                       |                               |              |         |                                                    |

| 5 stycznia 2009 21:30 | Toluca | 0:10:0raport | Pachuca · Edgar Benítez 64' | Robertson Stadium, Houston Sędzia: Jorge González |
|                       |        |              |                             |                                                   |

### Grupa B
| Zespół       | M | Z | R | P | B+ | B- | +/– | Pkt. |
| ------------ | - | - | - | - | -- | -- | --- | ---- |
| Guadalajara  | 3 | 2 | 1 | 0 | 8  | 4  | +4  | 6    |
| Atlas        | 3 | 1 | 1 | 1 | 5  | 4  | +1  | 5    |
| Club América | 3 | 1 | 1 | 1 | 5  | 6  | –1  | 2    |
| Tigres UANL  | 3 | 0 | 1 | 2 | 3  | 7  | –4  | 2    |

| 3 stycznia 2009 19:00 | Tigres UANL | 0:0raport | Atlas | Robertson Stadium, Houston Sędzia: Terry Vaughn |
|                       |             |           |       |                                                 |

| 3 stycznia 2009 21:30 | Guadalajara · Enrique Vera 56' (sam.) | 1:10:1raport | Club América · Jean Beausejour 37' | Robertson Stadium, Houston Sędzia: Jair Marrufo |
|                       |                                       |              |                                    |                                                 |

| 6 stycznia 2009 19:00 | Tigres UANL · Guillermo Marino 22' | 1:31:2raport | Club América · Enrique Vera 35' · Salvador Cabañas 45' · Robert 58' (k.) | Pizza Hut Park, Frisco Sędzia: Baldomero Toledo |
|                       |                                    |              |                                                                          |                                                 |

| 6 stycznia 2009 21:30 | Guadalajara · Ramón Morales 20' (k.) · Carlos Ochoa 78', 83' | 3:11:0raport | Atlas · Bruno Marioni 74' | Pizza Hut Park, Frisco Sędzia: Terry Vaughn |
|                       |                                                              |              |                           |                                             |

## Finały
Pachuca: Miguel Calero – Paul Aguilar, Leobardo López, Javier Muñoz, Marco Pérez – José Cárdenas (58' → Carlos Rodríguez), Jaime Correa, José Torres, Christian Giménez (71' → Damián Álvarez) – Edgar Benítez (54' → Gabriel Caballero), Blas Pérez. Trener: Enrique Meza.
Atlas: Pedro Hernández – Luis Robles, Ismael Fuentes, Hugo Ayala, Dárvin Chávez – Lucas Ayala, Óscar Vera (38' → Jorge Torres), Jorge Achucarro, Darío Bottinelli (64' → Edgar Pacheco) – Bruno Marioni, Gonzalo Vargas (81' → Carlos Gutiérrez). Trener: Darío Franco.
Guadalajara: Luis Michel – Mario de Luna (65' → Marco Fabián), Héctor Reynoso, Patricio Araujo, Edgar Mejía (74' → Javier Hernández) – Xavier Báez, Sergio Ponce, Sergio Ávila (68' → Gonzalo Pineda), Ramón Morales – Alberto Medina, Carlos Ochoa. Trener: Efraín Flores.
Morelia: Moisés Muñoz – Omar Trujillo, Alberto Lucio, Mauricio Romero, Marvin Cabrera – Wilson Tiago, Fernando Salazar, Adrián Aldrete, Hugo Droguett – Elías Hernández (72' → Óscar Rojas), Andrés Mendoza (83' → Miguel Sabah). Trener: Luis Fernando Tena.
| ZWYCIĘZCA INTERLIGI 2009 |
|                          |
| GUADALAJARA              |
| 1. TYTUŁ                 |

## Strzelcy
- 4 gole
  -  Edgar Benítez ( Pachuca)
  -  Carlos Ochoa ( Guadalajara)
- 2 gole
  -  Jorge Achucarro ( Atlas)
  -  Bruno Marioni ( Atlas)
  -  Sergio Santana ( Toluca)
  -  Gonzalo Vargas ( Atlas)
- 1 gol
  -  Sergio Ávila ( Guadalajara)
  -  Jean Beausejour ( Club América)
  -  Ariel Bogado ( Tigres UANL)
  -  Edy Brambila ( Pachuca)
  -  Salvador Cabañas ( Club América)
  -  Andrés Chitiva ( Club América)
  -  Hugo Droguett ( Morelia)
  -  Marco Fabián ( Guadalajara)
  -  Christian Giménez ( Pachuca)
  -  Diego Jiménez ( Tecos UAG)
  -  Lucas Lobos ( Tigres UANL)
  -  Víctor Mañón ( Pachuca)
  -  Guillermo Marino ( Tigres UANL)
  -  Wilson Tiago ( Morelia)
  -  Alberto Medina ( Guadalajara)
  -  Andrés Mendoza ( Morelia)
  -  Ramón Morales ( Guadalajara)
  -  Raúl Nava ( Toluca)
  -  Edgar Pacheco ( Atlas)
  -  Marco Pérez ( Pachuca)
  -  Robert ( Club América)
  -  Fernando Salazar ( Morelia)
  -  Enrique Vera ( Club América)
- Gole samobójcze
  -  Leobardo López ( Pachuca, dla  Atlasu)
  -  Carlos Ochoa ( Guadalajara, dla  Morelii)
  -  Enrique Vera ( Club América, dla  Guadalajary)